# Compigny
Compigny est une commune française située dans le département de l'Yonne en région Bourgogne-Franche-Comté.

## Géographie

### Localisation
Compigny, appartenant au département de l’Yonne est situé aux confins de ce département et de celui de Seine-et-Marne.
« Village frontière » entre les deux départements, il se trouve pratiquement à égale distance de Sens, de Montereau-Fault-Yonne et de Provins. Compigny est situé exactement à 48° 22’ de latitude ouest et 3° 16’ de longitude est à une altitude moyenne de 129 m.
Compigny est traversée par une voie romaine (appelée « le chemin Perré ») qui reliait Gien à Meaux en passant par Sens.

### Climat
Pour des articles plus généraux, voir Climat de la Bourgogne-Franche-Comté et Climat de l'Yonne.
En 2010, le climat de la commune est de type climat océanique dégradé des plaines du Centre et du Nord, selon une étude du Centre national de la recherche scientifique s'appuyant sur une série de données couvrant la période 1971-2000. En 2020, Météo-France publie une typologie des climats de la France métropolitaine dans laquelle la commune est exposée à un climat océanique altéré et est dans la région climatique  Nord-est du bassin Parisien, caractérisée par un ensoleillement médiocre, une pluviométrie moyenne régulièrement répartie au cours de l’année et un hiver froid (3 °C). 
Pour la période 1971-2000, la température annuelle moyenne est de 10,8 °C, avec une amplitude thermique annuelle de 15,5 °C. Le cumul annuel moyen de précipitations est de 741 mm, avec 11,8 jours de précipitations en janvier et 7,6 jours en juillet. Pour la période 1991-2020, la température moyenne annuelle observée sur la station météorologique de Météo-France la plus proche, « Bouy-sur-Orvin », sur la commune de Bouy-sur-Orvin à 17 km à vol d'oiseau, est de 11,4 °C et le cumul annuel moyen de précipitations est de 635,9 mm. 
La température maximale relevée sur cette station est de 42,4 °C, atteinte le 25 juillet 2019 ; la température minimale est de −20,5 °C, atteinte le 17 janvier 1985,,. 
Les paramètres climatiques de la commune ont été estimés pour le milieu du siècle (2041-2070) selon différents scénarios d'émission de gaz à effet de serre à partir des nouvelles projections climatiques de référence DRIAS-2020. Ils sont consultables sur un site dédié publié par Météo-France en novembre 2022.

## Urbanisme

### Typologie
Au 1er janvier 2024, Compigny est catégorisée commune rurale à habitat dispersé, selon la nouvelle grille communale de densité à sept niveaux définie par l'Insee en 2022.
Elle est située hors unité urbaine et hors attraction des villes,.

### Occupation des sols
L'occupation des sols de la commune, telle qu'elle ressort de la base de données européenne d’occupation biophysique des sols Corine Land Cover (CLC), est marquée par l'importance des territoires agricoles (96,4 % en 2018), une proportion sensiblement équivalente à celle de 1990 (96,7 %). La répartition détaillée en 2018 est la suivante : 
terres arables (96,4 %), zones urbanisées (3,6 %). L'évolution de l’occupation des sols de la commune et de ses infrastructures peut être observée sur les différentes représentations cartographiques du territoire : la carte de Cassini (XVIIIe siècle), la carte d'état-major (1820-1866) et les cartes ou photos aériennes de l'IGN pour la période actuelle (1950 à aujourd'hui).

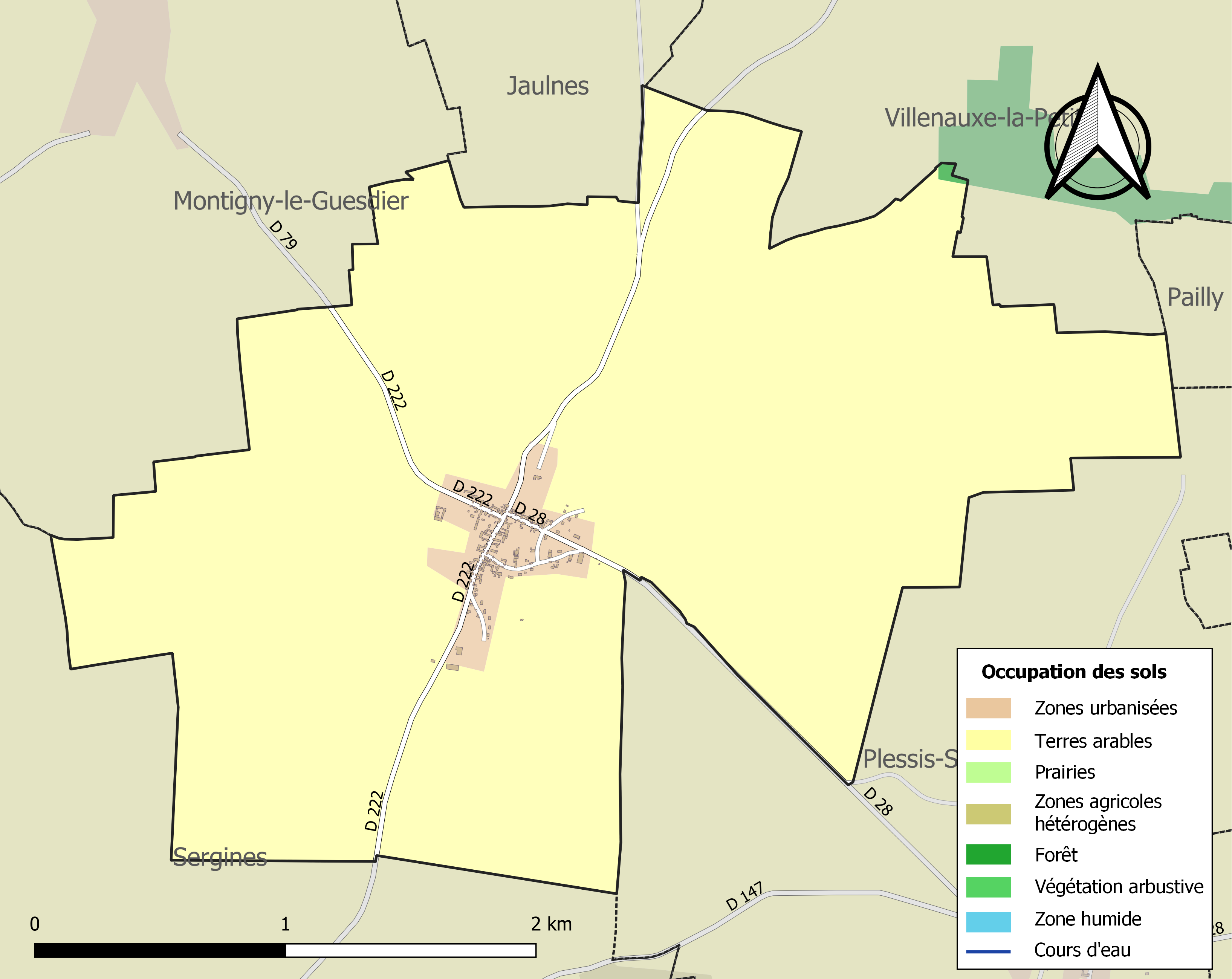
Carte des infrastructures et de l'occupation des sols de la commune en 2018 (CLC).

## Toponymie
Le nom du village a subi une grande évolution au cours des siècles.
Les noms les plus anciens enregistrés sont : Colonicitae (864), Compenniacum (1153), Compigniacum (1187), Compegni (1383) et Compeigny (1453).

## Histoire
En 1154, Salo de Courlon donne le quart des dîmes de Compigny.
Vers 1201, les hoirs de Guyard Poonel sont liges du comte de Champagne pour ce qu'ils ont à Montigny et Compigny.
Le chevalier Ellebaud de Villenauxe donne sa dîme de Compigny et de Montigny pour doter sa fille Elisabeth, admise moniale à La Pommeraie (La Chapelle-sur-Oreuse) en 1215.
En 1225, Eudes des Barres, chevalier (et seigneur de Chaumont], approuve la donation de la moitié du four de Compigny aux moniales d'entre Passy (-sur-Seine] et Villenauxe (-la-Petite], fait par la famille de Sergines.
En 1248, Jehan Du Plessis, chevalier, et son épouse Heluisis, déclare avoir reçu de son père (feu Godefroy, chevalier) cent arpents de bois et de Terre près de Compigny. Ses enfants contestent la donation. Ils réduisent le don à vingt arpents, sis à Compigny près de Bazoches et Montceaux.
En 1249-1252, Pierre de Villenauxe est homme-lige du comte de Champagne pour divers biens. Il a pour vassaux messire Guy de Villiers, messire Guy de Villenauxe et les enfants de la « prévôte » de Melun, pour ce qu'ils ont à Compigny.
La même année « Messire Jehan du Plessis, liges des choses que il a au Plessie avec le bois de sa meson fort illec de Compeigni et des appartenances et a Ternantes et a Pons sur Yonne excepetees les choses que il tient de Saint Pere [le-Vif] et de Saint Remy [de Sens] et de XX arriere fief ».
La paroisse est le siège de la seigneurie des Bordes successivement propriété de Jean Du Plessis, chevalier, par ailleurs seigneur de Compigny et de Vertron qui y dispose d'une grange (1383) ; des frères Mathe et Jehan Le Malle, écuyers, sieurs des Bordes et de Compigny (1484). Denis Lemasle, de Compigny, est arquebusier en 1545. Les fossés de ce château des Bordes forment un rectangle de 150 m. sur 60 m. coupé en deux dans sa largeur. Le château vient en bordure d'un chemin (empierré seulement à son niveau) qui mène de Compigny à Plessis-du-Mée, que d'aucuns considèrent comme un grand chemin médiéval allant de Paris (capitale du royaume) à Troyes (capitale économique de la Champagne et siège d'une des foires principales du temps), évitant de traverser les villes de Bray et de Nogent-sur-Seine.
En 1571, Jacdques Hodoart, conseiller au bailliage de Sens, cède la moitié d'une métairie de 120 arpents à Germain Chevaliezr, seigneur de Miniers et de Vertron [d'Auxerre], époux de Jehanne Boucher [de Sens), contre un autre fief, dit de Domats, paroisse de Bazoches et mouvant de Courtenay. 
En 1601, Anthoine Couste, écuyer, seigneur en partie de "Compigny-lez-Bray-sur-Seine" et conseiller pour le Roi en l'élection de Sens transige avec Mathieu de Chalmaison, écuyer, seigneur d'Egligny, qui a tenté de vendre par décret la terre, justice et seigneurie de Compigny. Ledit Mathieu renonce aux quarante écus octroyés par le bailli de Bray au titrer du droit de quint et de requint.
Dès le XVIIIe siècle, l’on trouve une carte établie par César-François Cassini - la « carte de Cassini » - sur laquelle figure le village, entre Seine et Yonne.

## Politique et administration
| Période   | Période  | Identité            | Étiquette | Qualité     |
| --------- | -------- | ------------------- | --------- | ----------- |
| mars 2001 | en cours | Jean-Michel Denisot |           | Agriculteur |

## Démographie
L'évolution du nombre d'habitants est connue à travers les recensements de la population effectués dans la commune depuis 1793. Pour les communes de moins de 10 000 habitants, une enquête de recensement portant sur toute la population est réalisée tous les cinq ans, les populations de référence des années intermédiaires étant quant à elles estimées par interpolation ou extrapolation. Pour la commune, le premier recensement exhaustif entrant dans le cadre du nouveau dispositif a été réalisé en 2006.

En 2022, la commune comptait 182 habitants, en évolution de −4,71 % par rapport à 2016 (Yonne : −1,95 %, France hors Mayotte : +2,11 %).
| 1793 | 1800 | 1806 | 1821 | 1831 | 1836 | 1841 | 1846 | 1851 |
| ---- | ---- | ---- | ---- | ---- | ---- | ---- | ---- | ---- |
| 200  | 210  | 204  | 197  | 192  | 189  | 204  | 188  | 208  |

| 1856 | 1861 | 1866 | 1872 | 1876 | 1881 | 1886 | 1891 | 1896 |
| ---- | ---- | ---- | ---- | ---- | ---- | ---- | ---- | ---- |
| 230  | 218  | 206  | 326  | 229  | 228  | 212  | 249  | 209  |

| 1901 | 1906 | 1911 | 1921 | 1926 | 1931 | 1936 | 1946 | 1954 |
| ---- | ---- | ---- | ---- | ---- | ---- | ---- | ---- | ---- |
| 202  | 180  | 190  | 151  | 146  | 143  | 122  | 140  | 135  |

| 1962 | 1968 | 1975 | 1982 | 1990 | 1999 | 2006 | 2011 | 2016 |
| ---- | ---- | ---- | ---- | ---- | ---- | ---- | ---- | ---- |
| 120  | 110  | 75   | 92   | 112  | 117  | 154  | 162  | 191  |

| 2021 | 2022 | - | - | - | - | - | - | - |
| ---- | ---- | - | - | - | - | - | - | - |
| 190  | 182  | - | - | - | - | - | - | - |

## Économie
Compigny est un village presque exclusivement agricole et céréalier. On observe néanmoins un couturier(1516), des vignerons (1584). 

## Culture locale et patrimoine

### Lieux et monuments
L'église est remarquable par son architecture, notamment par sa charpente, mais également par le fait qu’elle renferme des statues de bois du XVIe siècle. Elle est le seul bâtiment de la région de ce type situé sur une éminence et visible de plusieurs kilomètres.
Un texte de 1451-1452 indique "autre recepte pour les oblations de la cure de Compigny, le jour de Monsieur Saint Leger patron de ladite eglise ou fut chanter en ladite eglise et y eut chandelles et oblations qui furent venduez en la presence de messire Mathe Des Caves le reste des chandelles II sols VI deniers".
Le 29 mai 2001, le préfet de région, M. Lépine, signait l’arrêté d’inscription de l’église Saint-Léger de Compigny à l’inventaire supplémentaire des monuments historiques, reconnaissant ainsi la qualité et l’originalité de ce monument. Depuis le classement de son église, Compigny est fréquemment citée dans des revues ou publications bourguignonnes.
Il a existé un hameau en "au Bois Buchoy" en la paroisse de Compigny doté d'un laboureur en 1558. En 1285, le lieu-dit Boscus Boisseli forme un labours de 60 arpents.

### Personnalités liées à la commune
- Jean-Charles de Relongue, seigneur de La Loupière (1727-1784), poète et versificateur dans le style galant du XVIIIe siècle.
- Edme Moreau (1746-1805), homme politique, député de l'Yonne à l'Assemblée législative.

## Pour approfondir